# Staatsanzeiger für das Land Hessen
Der Staatsanzeiger für das Land Hessen ist seit 1946 das Amtsblatt für die obersten hessischen Landesbehörden.
Das wöchentlich erscheinende Medium beinhaltet einen amtlichen Teil mit Verwaltungsvorschriften und Bekanntmachungen, den Verordnungen und Verfügungen der Regierungspräsidien, die Entscheidungen des Staatsgerichtshofs des Landes Hessen, Bekanntmachungen des Landeswahlleiters und des hessischen Verwaltungsschulverbands. Dazu findet sich ein öffentlicher Teil mit Gerichtsangelegenheiten, Liquidationen, Konkurse und Insolvenzen, Zwangsversteigerungen, Veröffentlichungen anderer Behörden und Körperschaften sowie Stellenangeboten und öffentlichen Ausschreibungen.
Der Staatsanzeiger erschien ab 1946 zunächst im Wiesbadener Verlag, von 1951 bis 1954 beim Wiesbadener Kurier und von 1954 bis 2003 beim Verlag Kultur und Wissen. Von 2003 bis 2016 erschien die Zeitschrift im Verlag Chmielorz, seit 2017 bei Wolters Kluwer.